# Odontophorus
Odontophorus is een geslacht van vogels uit de familie Odontophoridae. Dit geslacht wordt in het Nederlands tandkwartels genoemd omdat de randen van hun snavels gekarteld zijn. Het zijn hoendervogels iets onder het formaat van een patrijs die uitsluitend voorkomen in de Nieuwe Wereld. De meeste soorten uit dit geslacht komen voor in het laagland en de uitlopers van de noordelijke Andes in Colombia en gebergteketens in Midden-Amerika. Het zijn lastig te observeren vogelsoorten die het best in de schemering van de vroege ochtend of 's avonds te zien zijn.

## Soorten
Het geslacht kent de volgende soorten:
- Odontophorus atrifrons  – Zwartmaskertandkwartel
- Odontophorus balliviani  – Vlekbuiktandkwartel
- Odontophorus capueira  – Grijze tandkwartel
- Odontophorus columbianus  – Venezuelatandkwartel
- Odontophorus dialeucos  – Zwartkeeltandkwartel
- Odontophorus erythrops  – Bruinmaskertandkwartel
- Odontophorus gujanensis  – Gemarmerde tandkwartel
- Odontophorus guttatus  – Gevlekte tandkwartel
- Odontophorus hyperythrus  – Witoortandkwartel
- Odontophorus leucolaemus  – Zwartborsttandkwartel
- Odontophorus melanonotus  – Zwartrugtandkwartel
- Odontophorus melanotis  – Zwartoortandkwartel
- Odontophorus speciosus  – Bruinborsttandkwartel
- Odontophorus stellatus  – Stippelborsttandkwartel
- Odontophorus strophium  – Witkeeltandkwartel